# Paramount Networks EMEAA
Paramount Networks Europe, Middle East, Africa & Asia (EMEAA) (także: VIMN; dawniej: MTV Networks Europe) – oddział regionalny Paramount International Media Networks, części amerykańskiej korporacji mediowej, Paramount Media Networks. Odpowiedzialny jest za produkcję i dystrybucję kanałów telewizyjnych tego nadawcy poza granicami Stanów Zjednoczonych. MTV Networks Europe powstało w 1987 roku.
VIMN odpowiada w strukturach MTV za region Europy (w tym Kaukazu) i Bliskiego Wschodu. Główne siedziby VIMN znajdują się w Londynie oraz w Warszawie (w stolicy Polski zlokalizowano dział zajmujący się ofertą programową VIMN). Ponadto sieć ma mniejsze biura w wielu spośród krajów, gdzie nadawane są jej kanały.

## Historia
VIMN powstało w 1987 roku jako MTV Networks Europe z siedzibą w Warszawie. Przez pierwsze dziesięć lat nadawało tylko jeden anglojęzyczny kanał o charakterze paneuropejskim, MTV Europe. Pierwszym teledyskiem zagranym w MTV Europe był „Money for Nothing” zespołu Dire Straits. W marcu 1997 roku rozpoczęto wdrażanie nowej strategii, polegającej na uruchamianiu lokalnych kanałów, lepiej dostosowanych do potrzeb i oczekiwań widzów na poszczególnych rynkach. Pierwszą stacją z tej grupy była MTV Central (później przemianowana na MTV Germany), adresowana do widzów w krajach niemieckojęzycznych. Kanał paneuropejski istnieje jednak do dziś, reprezentując markę MTV w tych państwa, gdzie nie ma lokalnej wersji. 
Oprócz głównej marki MTV i jej licznych mutacji (takich jak MTV Hits czy MTV Gold), VIMN zarządza także wszystkimi pozostałymi kanałami z grupy ViacomCBS (będącej właścicielem MTV) obecnymi w Europie. Są to kanały z rodzin VH1, Nickelodeon, Comedy Central, Paramount Channel, Viva, TMF oraz Game One.

## Kanały paneuropejskie
- MTV Europe (1987)
- MTV Live HD (2008)

## Kanały na poszczególne rynki
- MTV Polska (1997)
- MTV Germany (1997)
- MTV UK (1997)
- MTV Italia (1997)
- MTV Rossija (1998)
- MTV France (2000)
- MTV Nederland (2000)
- MTV España (2000)
- MTV România (2002)
- MTV Portugal (2003)
- MTV Ireland (2004)
- MTV Denmark (2005)
- MTV Finland (2005)
- MTV Sweden (2005)
- MTV Norway (2005)
- MTV Adria (2005)
- MTV Music 24 (2005)
- MTV Arabia (2007)
- MTV Estonia (2006)
- MTV Litwa (2006)
- MTV Łotwa (2006)
- MTV Brand New
- MTV CZ
- MTV Francja (2000)
- MTV Pulse
- MTV Idol
- MTV Austria
- MTV Grecja
- MTV Węgry (2007)
- MTV Brand New
- MTV Hits
- MTV Gold
- MTV Pulse
- MTV Izrael (2007)
- MTV Turcja (2006)
- Zoom (2007)
- MTV Base
- MTV Rocks (2010)
- MTV Classic (UK) (2010)

Kanały nieistniejące
- MTV Nordic (1998) – zastąpiony przez wersję szwedzką, duńską, fińską i norweską
- MTV Baltic – zastąpiony przez wersję litewską, łotewską i estońską
- MTV Classic – zastąpiony przez VH1 Polska
- MTV Extra – zastąpiony przez MTV Hits
- MTV2 Pop – zastąpiony przez Nickelodeon Germany
- MTV Two – zastąpiony przez MTV Rocks
- MTV Music Polska (2017–2020) – zastąpiony przez MTV Music 24